# Liel Leibovitz
Pour les articles homonymes, voir Leibovitz.
Liel Leibovitz (né en 1976 à Tel Aviv) est un journaliste, auteur, critique des médias et spécialiste du jeu vidéo israélo-américain. Leibovitz est né à Tel Aviv, a immigré aux États-Unis en 1999 et a obtenu un doctorat de l'Université Columbia en 2007. En 2014, il était professeur adjoint invité en médias, culture et communication à l'Université de New York.

## Jeunesse et formation
Leibovitz est né en Israël d'Iris et de Rony Leibovitz. Son père, né dans une famille aisée, est devenu célèbre en Israël sous le nom du "Bandit à moto", après avoir dérobé 21 banques. Il a purgé 8 ans d'emprisonnement pendant l'enfance de son fils, qui venait le voir chaque semaine en prison. Cette incarcération a été la cause de difficultés financières pour sa famille. Vers l'âge de 9 ans, il s'est intéressé aux États-Unis après avoir rendu visite à des proches qui y résidaient. Il a obtenu une licence de l'Université de Tel Aviv et après avoir déménagé à New York, il a obtenu une maîtrise en journalisme et un doctorat en communication de l'Université de Columbia.

## Carrière
Leibovitz était sous-officier dans l'unité du porte-parole des Forces de défense israéliennes. Il a fréquenté l'école de cinéma de l'Université de Tel Aviv avant de s'installer à New York. Il a travaillé dans une quincaillerie puis au consulat israélien en tant qu'attaché de presse principal, où il produisait "Israel Line", un résumé quotidien des nouvelles importantes tirées directement des médias israéliens. Il a été rédacteur pour la rubrique culturelle du journal The Jewish Week, et a écrit pour The Nation, ainsi que pour The New Republic.
Leibovitz est rédacteur principal et producteur exécutif de vidéos et de médias interactifs pour le magazine américain juif Tablet. Il est également co-animateur du podcast "Unorthodox" de Tablet.

## Vie privée
Leibovitz est marié à l'auteure américaine Lisa Ann Sandell, qui a publié trois romans Young Adult.

## Publications
- (en) Stan Lee: A Life in Comics (2020), Yale University Press
- A Broken Hallelujah, Éditions Allia, 2017 ((en) A broken hallelujah: rock and roll, redemption, and the life of Leonard Cohen, (2014) Norton), trad.  Silvain Vanot
- (en) God in the machine: video games as spiritual pursuit, (2014) Templeton Press
- (en) Fortunate sons: the 120 Chinese boys who came to America, went to school, and revolutionized an ancient civilization with Matthew Miller, (2011) Norton
- (en) Lili Marlene: the soldiers' song of World War II, (2009) Norton
- (en) Thinking inside the box: towards an ontology of video games (2007)
- (en) Aliya: three generations of American-Jewish immigration to Israel, (2006) St. Martin's Press